# Fritz Schellong

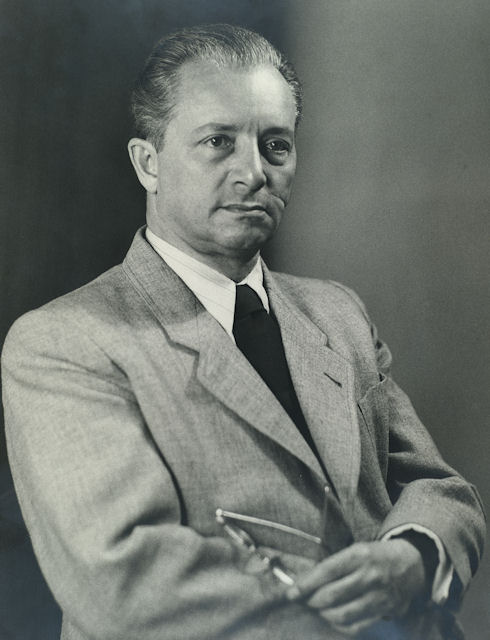
Fritz Schellong (um 1950)

Fritz Makiri Schellong (* 10. September 1891 in Königsberg i. Pr.; † 18. Januar 1953 Münster) war ein deutscher Internist und Hochschullehrer in Prag und Münster.

## Leben
Fritz Schellong wurde 1891 als dritter von insgesamt fünf Söhnen des Geheimen Sanitätsrats Otto Schellong und seiner Ehefrau Margarete in Königsberg geboren. Seinen zweiten Vornamen Makiri erhielt er nach einem gleichnamigen indigenen Häuptling im Kaiser-Wilhelms-Land, mit dem sein Vater Blutsbrüderschaft geschlossen hatte. 
Nach dem Abitur am Königsberger Wilhelms-Gymnasium studierte er ab 1911 zunächst in Jena Medizin; 1912 wechselte er an die heimatliche Albertus-Universität Königsberg. Als junger Student wurde er Mitglied des Corps Guestphalia Jena und später (in familiärer Tradition) des Corps Masovia. Von 1914 bis 1918 wurde das Medizinstudium durch den Einsatz als Feldunterarzt im Ersten Weltkrieg unterbrochen. 
Nach dem 1920 abgelegten Staatsexamen wurde er bei Martin Kirschner in Königsberg zum Dr. med. promoviert. Er begann seine fachärztliche Weiterbildung an der Medizinischen Klinik der Christian-Albrechts-Universität zu Kiel bei Alfred Schittenhelm. Aus dieser Zeit stammte sein Interesse an der Herzphysiologie und der klinischen Anwendung des Elektrokardiogramms, das bei einem einjährigen Studienaufenthalt am Universitätsklinikum Würzburg bei dem Physiologen Maximilian von Frey vertieft wurde. Nach Kiel zurückgekehrt und zum Oberarzt ernannt, habilitierte er sich 1925 mit einer Arbeit über Die physikalischen Grundlagen der Elektrokardiographie und wurde 1929 außerplanmäßiger Professor. 
Ab 1933 war Schellong Leiter des Krankenhauses Speyerer Hof in Heidelberg. In dieser Zeit entwickelte er den nach ihm benannten Schellong-Test und die klinische Vektorkardiographie. 1939 wurde er als internistischer Ordinarius der Deutschen Universität Prag berufen, ein Jahr später in derselben Funktion an die Medizinische Fakultät der Universität Münster. Hier hatte er bis zu seinem Tod den Lehrstuhl für Innere Medizin inne und war zeitweilig auch als Dekan der Medizinischen Fakultät tätig. 
Schellong war Mitglied der NSDAP und  in der SA als Sturmbannarzt tätig. 1940 wurde er zum Mitglied der Deutschen Akademie der Naturforscher Leopoldina gewählt.
Zusammen mit seiner Ehefrau, der Ärztin Anneliese geb. Schewe, hatte Schellong vier Kinder, darunter den Mediziner Günther Schellong und den reformierten Theologen Dieter Schellong.

## Leistung
Die Schwerpunkte seiner wissenschaftlichen Arbeit lagen vor allem auf dem Gebiet der Herz- und Kreislauferkrankungen. In den Jahren 1922 bis 1927 betrieb er vorwiegend experimentelle Untersuchungen zu den Grundeigenschaften des Herzmuskels, insbesondere mit den kardialen Aktionsströmen, der Erregungsüberleitung und der Elektrokardiographie. Es folgten Arbeiten über die Wirkungsweise des Zuckerstoffwechsels, kardiale Überleitungsstörungen und die Blutdruckregulation (1927–1930). 
Ab 1931 stand vorwiegend die Problematik der Kreislaufregulation und dessen Funktionsprüfung im Vordergrund (Schellong-Test). Er arbeitete außerdem über die Wirkung von Herzglykosiden auf die kardiale Erregungsüberleitung, die essentielle arterielle Hypertonie, die elektrokardiographische Diagnostik und die Erfahrungen der Behandlung des Diabetes mellitus mit Sojamehlprodukten als Ernährungsalternative. Auf dem Gebiet der Elektrokardiographie beschäftigte er sich zunächst mit Herzrhythmusstörungen und wandte sich später dem Studium des QRS-Komplexes zu. 
Schellong kann als einer der ersten betrachtet werden, der die Ergebnisse der experimentellen Elektrophysiologie der klinischen Anwendung der Elektrokardiographie zugänglich machte. 1936 führte er die Vektorkardiographie ein und stellte 1937 ein orthogonales Ableitungssystem vor.

## Musik
Bereits als Kind ließ Schellong seine ungewöhnliche musikalische Begabung erkennen. Gefördert wurde sie durch umfassenden Unterricht im Klavierspiel und in Musiktheorie. Dem Wunsch seiner Eltern entsprechend verzichtete er darauf, Musik zu studieren. Die Kompositionsversuche seiner Jugend sind nicht erhalten. Hingegen haben die Manuskripte von 27 im romantischen Stil komponierten Liedern (überwiegend aus den Jahren 1910–1916) beide Weltkriege intakt überstanden.
Eine im Jahr 1941 entstandene Sonate für Cello und Klavier war das letzte Opus, das Schellong komponierte. Der Westdeutsche Rundfunk sendete 1963 in seinem Radioprogramm eine von seinen Söhnen Günther und Dieter eingespielte Aufnahme der Sonate.

## Schriften
- Arterielle Hypotension. Verh. Dtsch. Ges. Inn. Med. 45 (1933), S. 143
- Die Verwendung der Sojabohne in der Heilkost. Dresden 1935
- Die Regulationsprüfung des Kreislaufs. Dresden 1938
- Elektrographische Diagnostik von Herzmuskelerkrankungen. Verh. Dtsch. Ges. Inn. Med. 48 (1936), S. 288
- mit S. Heller und E. Schwingel: Das Vektordiagramm, eine Untersuchungsmethode des Herzens. In: Zeitschrift für Kreislaufforschung, 29 (1937), S. 497
- Grundzüge einer klinischen Vektordiagraphie des Herzens. Ergebn. Inn. Med. Kinderheilk. 56 (1939), S. 1657